# Municipio de Elm Creek (condado de Marshall)
El municipio de Elm Creek (en inglés: Elm Creek Township) es un municipio ubicado en el condado de Marshall en el estado estadounidense de Kansas. En el año 2010 tenía una población de 180 habitantes y una densidad poblacional de 1,93 personas por km².

## Geografía
El municipio de Elm Creek se encuentra ubicado en las coordenadas 39°47′00″N 96°38′36″O / 39.78333, -96.64333. Según la Oficina del Censo de los Estados Unidos, el municipio tiene una superficie total de 93.12 km², de la cual 92,28 km² corresponden a tierra firme y (0,9 %) 0,84 km² es agua.

## Demografía
Según el censo de 2010, había 180 personas residiendo en el municipio de Elm Creek. La densidad de población era de 1,93 hab./km². De los 180 habitantes, el municipio de Elm Creek estaba compuesto por el 96,67 % blancos, el 0,56 % eran asiáticos, el 0,56 % eran de otras razas y el 2,22 % eran de una mezcla de razas. Del total de la población el 1,67 % eran hispanos o latinos de cualquier raza.